# Celso Lorenzo Vila
Celso Lorenzo Vila, nacido en El Rosal y fallecido el 29 de septiembre de 2002, fue un militar y contrabandista español.

## Trayectoria
Aviador militar, combatió en la guerra civil española en el bando republicano. En 1984 reclamó que se le reconociese su rango como militar del ejército del aire, pero su solicitud le fue denegada.
Se dedicó al  contrabando, entre 1959 y 1962 fue presidente del Real Club Celta de Vigo, con Vicente Otero Pérez también en la directiva. En 1968, estando en paradero desconocido, fue condenado al pago de una multa de 405 080 pesetas por contrabando de tabaco.